# Mogendorf

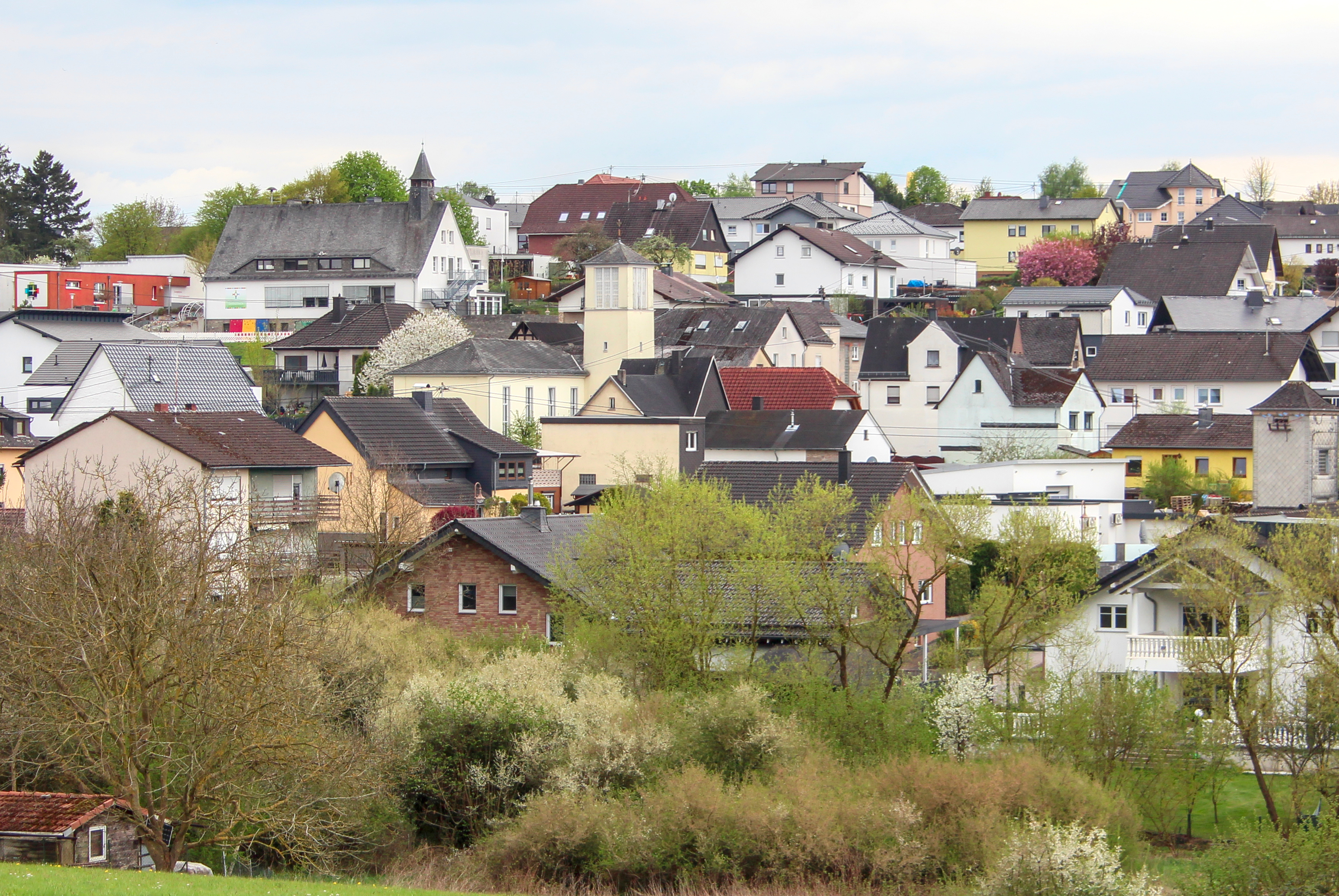
Mogendorf

Mogendorf (umgangssprachlich Munruff) ist eine Ortsgemeinde im Westerwaldkreis in Rheinland-Pfalz. Sie gehört der Verbandsgemeinde Wirges an.

## Geographische Lage
Mogendorf liegt auf einer Hochfläche des vorderen Westerwaldes in einer Geländemulde mitten im Kannenbäckerland. Letzteres zeigt schon einen wichtigen Charakterzug des Dorfes im Unterwesterwald, denn typisch für Mogendorf ist von jeher der Tonbergbau aufgrund der für das Kannenbäckerland typischen reichen Tonvorkommen.

## Geschichte
In einer um 1385 verfassten Urkunde  des Florinsstifts wird Mogendorf als ‚Oberdorf‘ erstmals urkundlich genannt. Der Ort lag an der damaligen Salzstraße und war aufgrund seiner geographischen Lage ein sehr guter Siedlungsplatz. Bis zum Dreißigjährigen Krieg wuchs Mogendorf auf 12 bis 14 Familien an, wurde dann bis auf vier Stammfamilien dezimiert und durch wechselnde marodierende Söldnergruppen heimgesucht.
Nach 1700 nahm Mogendorf einen ungeahnten Aufschwung und beherbergte bald bis zu 70 Familien.
Während der Freiheitskriege zu Beginn des 19. Jahrhunderts quartierten sich in Mogendorf zunächst russische, später preußische Truppen ein, die mit ihren Tieren verpflegt werden mussten. 1816 wurde auch Mogendorf von einer Missernte heimgesucht, die mit der gleichzeitigen deutlichen Bevölkerungszunahme zu steigenden Lebensmittelpreisen führte. Ab 1843 ist eine Auswanderungswelle in die USA zu verzeichnen.
Auch die Freiheitsbestrebungen 1848 erreichten Mogendorf. Die Gemeinden erhielten das Recht, ihre Schultheißen selbst zu wählen, was dazu führte, dass „der Schultheiß Joh. Friedrich Remy in Mogendorf abgesetzt“ wurde.
Seit 1870 verzeichnete die Mogendorfer Krugmanufaktur einen wirtschaftlichen Aufschwung, das Dorf erreichte eine Einwohnerzahl von nahezu tausend Einwohnern. Allerdings währte dieser nicht lange und brachte mit der Verbreitung der Glasflasche eine wirtschaftliche Krise.
1903 gründeten Mogendorfer eine eigene Krankenkasse, die bis zum Beginn des Ersten Weltkriegs Bestand hatte. Wie im übrigen Reich veränderte sich die völkische Begeisterung für den Krieg, als deren tödliche (20 Mogendorfer starben bzw. wurden als vermisst gemeldet) und wirtschaftliche Folgen immer spürbarer wurden. Um einer drohenden Rekrutierung zu entkommen, schreibt Baader, „ginge mancher in die Tongrube, der früher nie bereit gewesen wäre, solche Arbeiten zu machen“. Mogendorf wurde nach der Kapitulation durch amerikanische Truppen besetzt, ein Vorgang, der sich 1945 nach dem Zweiten Weltkrieg wiederholte. Die amerikanische Besatzung wurde nach wenigen Monaten von der französischen abgelöst. Mogendorf wurde für einige Evakuierte und Vertriebene zur neuen Heimat. Während der Zeit des Nationalsozialismus gab es auch in Mogendorf Pogrome.
Das 1952 neu errichtete Schulhaus spiegelt den Aufbruchsgeist der damaligen Zeit wider: Ein für damalige Verhältnisse nicht billiges Gebäude bezeugt den Stellenwert, den die junge Bundesrepublik der Bildung beimaß. Kurze Zeit später wurde Mogendorf an das Gasnetz angeschlossen und wiederum einige Jahre später ein Industriegebiet bereitgestellt.

## Politik

### Ortsbürgermeister
Manuel Hemmerling (BfM) wurde im Juni 2024 zum ehrenamtlichen Ortsbürgermeister gewählt.
Die Vorgängerin war seit 2014 Nicole Hampel (FWG). Sie löste Peter Jonas in diesem Amt ab. Bei  der Direktwahl am 26. Mai 2019 wurde sie für weitere fünf Jahre in ihrem Amt bestätigt.

### Wappen
Wappenbeschreibung: „Grün, gespalten von einer eingeschweiften, silbernen Spitze, darin ein achtflammiges rotes Feuer, vorne ein zylindrischer, silberner Henkeltonkrug, hinten ein silberner Spaten“.
Die Verbundenheit von Mogendorf mit dem Tonbergbau zeigt sich auch auf dem Wappen des Ortes. Der Tonkrug, der Spaten und das Feuer symbolisieren den Weg vom Rohstoff Ton zum fertigen Krug. Dabei wurde früher in mühsamer Arbeit der Ton mit einem Tonspaten gestochen, anschließend geformt und in einem Ofen – durch das Feuer dargestellt – gebrannt. 
Auch die Farben grün und weiß wurden nicht zufällig gewählt, sondern stehen für den Ton und die Waldlandschaft um Mogendorf herum.

## Wirtschaft und Infrastruktur

### Tongruben und Töpferhandwerk
Früher stellten die Euler den größten Teil der Arbeitsplätze in Mogendorf – so waren im Ort 44 Keramikbetriebe ansässig – und auch heute noch besitzt der Ort zahlreiche Keramikbetriebe. Dennoch sind die Zeiten in diesem Gewerbe deutlich schwieriger geworden, was in der Anzahl der in dieser Branche in Mogendorf Beschäftigten als auch in der Anzahl der niedergelassenen Betriebe sichtbar wird.
Die Töpfer stellen hauptsächlich Produkte für den Haushalt her, vor allem Töpfe, Krüge, Teller, Flaschen, Tassen und Becher. Ebenso werden aber in Mogendorf auch frostsichere Pflanzgefäße, Außen- und Zimmerbrunnen, aber auch dekorative Figuren in Handarbeit hergestellt.
Nach wie vor dominiert die traditionelle Salzglasur, die für das Kannenbäckerland typisch ist. Die Ornamentik folgt dabei vor allem bei höherwertigen Produkten den seit mehr als hundert Jahren existierenden Vorlagen mit Blau- und Brauntönen.
Den Rohstoff für ihre Produkte gewinnen die Betriebe unter anderem aus den um Mogendorf herum gelegenen Tongruben.
Diese sind auch der Grund, weshalb Mars Deutschland seit 1990 in Mogendorf das Pflanzenpflegesystem Seramis produziert.

### Verkehr

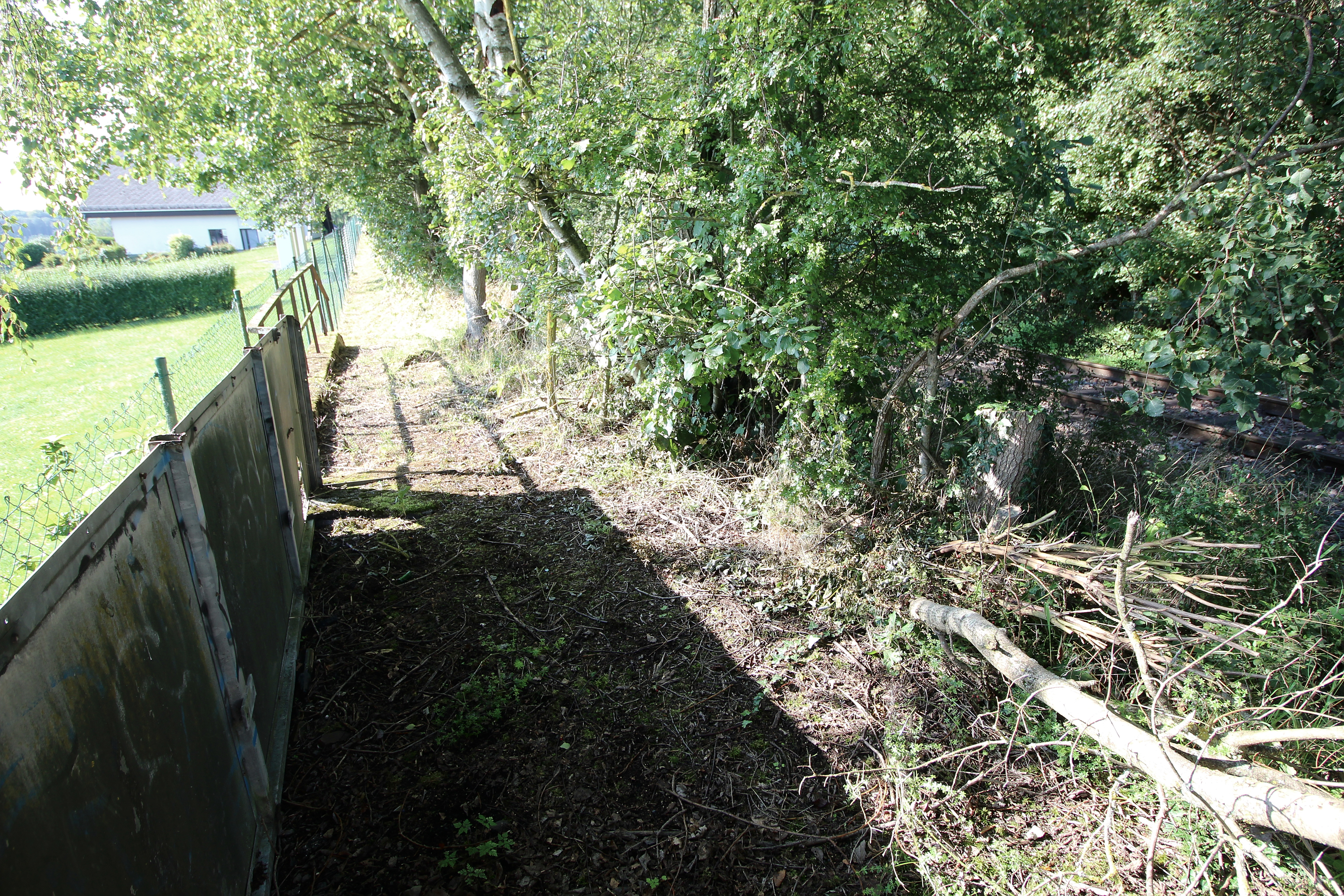
Zustand am Bahnhaltepunkt Mogendorf DER Holzbachtalbahn heute

- Die nächste Autobahnanschlussstelle ist Ransbach-Baumbach an der A 3 Köln–Frankfurt am Main in unmittelbarer Nähe. Dort befindet sich der Maxi-Autohof Mogendorf.
- Der nächstgelegene ICE-Halt ist der Bahnhof Montabaur an der Schnellfahrstrecke Köln–Rhein/Main.
- Zum 20. Oktober 1952 wurde als Bedarfshalt der Haltepunkt Mogendorf an der – heute nur noch durch Güterzüge befahrenen – Bahnstrecke Engers–Au (Altenkirchen-Flammersfeld-Puderbach-Selters-Siershahn) in Betrieb genommen.[5]

## Kultur und Sehenswürdigkeiten

### Vereine und Verbände
Traditionell im Dorfleben verankert sind mehrere Ortsvereine. Hierzu zählen der Turn- und Sportverein Mogendorf e. V. (gegründet 1892) sowie die Freiwillige Feuerwehr Mogendorf (gegründet 1963).

### Kulturdenkmäler
→ siehe Liste der Kulturdenkmäler in Mogendorf

## Persönlichkeiten aus Mogendorf
- Jakob Emil Witte (1905–1975), Politiker